# NGC 4714
NGC 4714 је елиптична галаксија у сазвежђу Гавран која се налази на NGC листи објеката дубоког неба.
Деклинација објекта је - 13° 19' 28" а ректасцензија 12h 50m 19,2s. Привидна величина (магнитуда) објекта NGC 4714 износи 12,7 а фотографска магнитуда 13,7. NGC 4714 је још познат и под ознакама MCG -2-33-18, PGC 43442.